# Інцидент з посадкою Boeing 737 у Києві
Інцидент з посадкою Boeing 737 у Києві — авіаційний інцидент, що стався 21 жовтня 2016 року в Україні. Авіалайнер Boeing 737-8ZM білоруської авіакомпанії «Белавія» виконував регулярний міжнародний пасажирський рейс В2-840 по маршруту Київ — Мінськ, але незабаром після зльоту на вимогу СБУ був змушений повернутися в аеропорт вильоту. Після приземлення затримали, а згодом відпустили журналіста і блогера Армена Мартиросяна. Представники авіакомпанії «Белавіа» стверджували, що український диспетчер повідомив про підняття, у випадку непокори, винищувачів на перехоплення, та надали аудіозаписи переговорів диспетчера з пілотами. Українська сторона, своєю чергою, заперечувала звинувачення.

## Політ
21 жовтня 2016 року літак Boeing 737-8ZM авіакомпанії «Белавіа», зі 136 пасажирами і 6 членами екіпажу на борту, що виконував рейс В2-840 по маршруту Київ — Мінськ, вилетів з міжнародного аеропорту Жуляни.
За 50 кілометрів до входу в повітряний простір Білорусі командиру екіпажу рейсу 840 надійшла вказівка від диспетчера управління повітряного руху районного центру «Київ», що входить до державного підприємства обслуговування повітряного руху «Украерорух», про негайне повернення в аеропорт вильоту без пояснення будь-яких причин. За словами представників авіакомпанії, а пізніше командира авіалайнера В. Шишко, у випадку непокори пригрозили підняти винищувачі. Представник СБУ А. Ткачук спростував інформацію про загрозу підняти винищувачі для повернення в аеропорт білоруського літака. Заступник генерального директора «Белавіа» І. Чергінець своєю чергою заявив, що загрози пустити в дію військову авіацію зафіксовані в запису переговорів екіпажу з наземними службами. Згодом був опублікований запис переговорів екіпажа лайнера і українського диспетчера, де диспетчер попереджає пілота, що за невиконання наказу на повернення буде піднята бойова авіація на перехоплення. Пізніше прессекретар СБУ Е. Гітлянська назвала загрози підняти винищувачі проти рейсу «Белавіа» «вигадками диспетчера».
Після приземлення з борту зняли Армена Мартиросяна — громадянина Вірменії, що проживає в Росії. Лайнер вилетів до Мінська без нього. Через деякий час затриманий був відпущений і вирушив до білоруської столиці іншим рейсом. З його слів, шукали «якийсь накопичувач інформації, нічого не знайшли та відпустили».
Білорусь у зв'язку з примусовим поверненням літака заявила Україні протест і зажадала офіційних вибачень і компенсації фінансових витрат. Президент України П. Порошенко в телефонній розмові з О. Лукашенком просив вибачення за інцидент з літаком «Белавіа» і поінформував, що винні покарані. В СБУ і «Украерорусі» спростували інформацію про покарання винних в інциденті.

## Схожі події
- Інцидент з посадкою Boeing 737 в Мінську